# お笑いダンクシュート
『お笑いダンクシュート』（おわらいダンクシュート）は、1990年代にNHK総合テレビで放送されていたお笑いネタ番組。

## 番組概要
若手芸人が漫才やコントなどを観客の前で披露する。歴代司会はベテラン芸人等が勤めていた。不定期で放送されており、放送日時は大抵祝日の深夜であった。
第1回目の放送での司会は萩原流行。この時ドラキュラの格好をして出演し、芸人を紹介していくというスタイルであった。
2回目以降はオーソドックスな内容となり、司会も芸人を起用したものとなった。
司会が関根勤の頃は、コーナーごと（もしくは次に出て来る若手芸人の紹介）の合間に番組当ての葉書を読むが、その葉書には必ずといっていいほど関根への物まねのリクエスト（もちろん仕込みネタ）が書いてあり、関根の「わかりました」の一言に続き「では、次は○○○です」と物まねでやるのが定番だった。
- 例：葉書の内容「オーッと。ここで葉書が来ております。（本文）私は千葉真一さんの大ファンです。千葉さんの物まねでお願いします。（ここから物まね）わかりましたァ～。カァーッ、千葉真一です。続いては○○○です、どうぞ」。

## 放送リスト
| 回 | 放送日         | 主な出演者 |
| -- | -------------- | --- |
| 01 | 1994年12月24日 | キャイ〜ン、千原兄弟、フォークダンスDE成子坂、爆笑問題、ますだおかだ、ジャリズム、しましまんず、ピーピングトム、萩原流行                                                          |
| 02 | 1995年08月17日 | 恵俊彰、坂田利夫、大東めぐみ、オアシズ、ジャリズム、海砂利水魚、千原兄弟、底ぬけAIR-LINE、中川家、フォークダンスDE成子坂、-4℃、BOOMER、ますだおかだ、プリンプリン、メッセンジャー |
| 03 | 1995年12月23日 | 関根勤、ジャリズム、フォークダンスDE成子坂、爆笑問題、アニマル梯団、海原やすよ・ともこ、しましまんず、海砂利水魚、ピーピングトム、プリンプリン                                    |
| 04 | 1996年03月28日 | 関根勤、千原兄弟、ジャリズム、海砂利水魚、フォークダンスDE成子坂、Take2、ゆんぼー、DonDokoDon、海原やすよ・ともこ                                                                 |
| 05 | 1996年05月02日 | 太平サブロー、中條かな子、ジャリズム、メッセンジャー、千原兄弟、高僧・野々村、爆笑問題、T/D、オセロ、ピーピングトム                                                               |
| 06 | 1996年12月26日 | 太平サブロー、小牧芽美、中川家、のイズ、ジャリズム、MANZAI-C、水玉れっぷう隊、しましまんず、ピテカンバブー、高僧・野々村                                                          |
| 07 | 1996年12月27日 | 太平サブロー、小牧芽美、ジャリズム、しましまんず、中川家、水玉れっぷう隊、高僧・野々村、ピテカンバブー                                                                            |
| 08 | 1997年03月27日 | 爆笑問題、X-GUN、MANZAI-C、坂道コロコロ、千原兄弟 |
| 09 | 1997年03月28日 | 爆笑問題、ノンキーズ、海砂利水魚、アリtoキリギリス |
| 10 | 1997年08月11日 | 爆笑問題、海砂利水魚、水玉れっぷう隊、ラスベガス、バカリズム |
| 11 | 1997年08月12日 | 爆笑問題、ふかわりょう、デンジャラス、003MANIA |
| 12 | 1997年12月27日 | Take2、水玉れっぷう隊、ハリガネロック、爆笑問題、千原兄弟、MeMe |
| 13 | 1997年12月28日 | プリンプリン、ますだおかだ、MANZAI-C、千原兄弟、爆笑問題、MeMe |

| スタブアイコン | サブスタブ | この項目は、まだ閲覧者の調べものの参照としては役立たない、テレビ番組に関連した書きかけの項目です。この項目を加筆・訂正などしてくださる協力者を求めています（P:テレビ/PJ:放送または配信の番組）。 |